# Weston Patrick
Weston Patrick – wieś w Anglii, w hrabstwie Hampshire, w dystrykcie Basingstoke and Deane. Leży 31 km na północny wschód od miasta Winchester i 70 km na południowy zachód od Londynu.